# 도야마시
도야마시(일본어: 富山市)는 일본 도야마현의 시이자 현청 소재지이며 중핵시로 지정되어 있다.

## 개요
국제 회의 관광도시이기도 하며 일본 정부에 의해 환경 모델 도시에 선정되었다. 에도 시대부터 약을 파는 상인들이 일본 전역을 돌아다닌 것으로 유명하다. 도야마번의 성시로 번창한 지역이자 정토진종의 몬젠마치로 발전한 지역이었고 다테야마 신앙의 등산자들의 역참 마을로 사람들이 왕래한 지역이었다. 지형의 변화가 심해 수심 약 3,000m의 도야마 심해 장곡에서 해발 2,986m의 스이쇼다케까지 반디 오징어와 뇌조와 같은 다양한 동식물이 서식하고 있다.

## 지리

### 지형
도야마현 중부에 위치하고 현 면적의 3분의 1을 차지한다. 서부에는 완만한 구레하 구릉이 가로로 놓여 있고 진즈강, 조간지강 등의 강에 의해 형성된 충적 평야인 도야마평야가 펼쳐져 있다. 이 때문에 남동부를 바라보면 웅대한 히다산맥의 다테야마 연봉을 볼 수 있다. 북부로 눈을 돌리면 풍부한 어패류의 보고인 도야마만이 펼쳐져 있다.
시가지는 구획 정리가 되었고, 동서남북으로 길게 뻗은 도로와 도야마역을 기점으로 하는 5개의 방사상 도로로 구성된 아름다운 근대 계획 도시이다.

### 기후
호쿠리쿠 지방의 다른 지역과 같이 연 강수일수가 많고 특히 겨울에는 많은 비가 온다. 지형적인 문제로 겨울의 계절풍이 비교적 약하지만 여름에는 푄 현상의 영향을 특별히 받기 쉽다.
| 도야마시의 기후                                              | 도야마시의 기후 | 도야마시의 기후 | 도야마시의 기후 | 도야마시의 기후 | 도야마시의 기후 | 도야마시의 기후 | 도야마시의 기후 | 도야마시의 기후 | 도야마시의 기후 | 도야마시의 기후 | 도야마시의 기후 | 도야마시의 기후 | 도야마시의 기후 |
| 월                                                           | 1월             | 2월             | 3월             | 4월             | 5월             | 6월             | 7월             | 8월             | 9월             | 10월            | 11월            | 12월            | 연간            |
| ------------------------------------------------------------ | --------------- | --------------- | --------------- | --------------- | --------------- | --------------- | --------------- | --------------- | --------------- | --------------- | --------------- | --------------- | --------------- |
| 역대 최고 기온 °C (°F)                                       | 20.9 (69.6)     | 22.5 (72.5)     | 25.7 (78.3)     | 32.4 (90.3)     | 33.3 (91.9)     | 37.2 (99.0)     | 38.8 (101.8)    | 39.5 (103.1)    | 38.3 (100.9)    | 33.3 (91.9)     | 29.2 (84.6)     | 24.8 (76.6)     | 39.5 (103.1)    |
| 일평균 최고 기온 °C (°F)                                     | 6.3 (43.3)      | 7.4 (45.3)      | 11.8 (53.2)     | 17.6 (63.7)     | 22.7 (72.9)     | 25.7 (78.3)     | 29.8 (85.6)     | 31.4 (88.5)     | 27.0 (80.6)     | 21.6 (70.9)     | 15.7 (60.3)     | 9.5 (49.1)      | 18.9 (66.0)     |
| 일일 평균 기온 °C (°F)                                       | 3.0 (37.4)      | 3.4 (38.1)      | 6.9 (44.4)      | 12.3 (54.1)     | 17.5 (63.5)     | 21.4 (70.5)     | 25.5 (77.9)     | 26.9 (80.4)     | 22.8 (73.0)     | 17.0 (62.6)     | 11.2 (52.2)     | 5.7 (42.3)      | 14.5 (58.1)     |
| 일평균 최저 기온 °C (°F)                                     | 0.2 (32.4)      | 0.1 (32.2)      | 2.6 (36.7)      | 7.4 (45.3)      | 12.9 (55.2)     | 17.7 (63.9)     | 22.1 (71.8)     | 23.2 (73.8)     | 19.1 (66.4)     | 13.1 (55.6)     | 7.3 (45.1)      | 2.5 (36.5)      | 10.7 (51.3)     |
| 역대 최저 기온 °C (°F)                                       | −11.9 (10.6)    | −11.1 (12.0)    | −7.0 (19.4)     | −2.2 (28.0)     | 2.3 (36.1)      | 7.7 (45.9)      | 13.0 (55.4)     | 14.1 (57.4)     | 8.9 (48.0)      | 1.9 (35.4)      | −2.0 (28.4)     | −8.5 (16.7)     | −11.9 (10.6)    |
| 평균 강수량 mm (인치)                                        | 259.0 (10.20)   | 171.7 (6.76)    | 164.6 (6.48)    | 134.5 (5.30)    | 122.8 (4.83)    | 172.6 (6.80)    | 245.6 (9.67)    | 207.0 (8.15)    | 218.1 (8.59)    | 171.9 (6.77)    | 224.8 (8.85)    | 281.6 (11.09)   | 2,374.2 (93.47) |
| 평균 강설량 cm (인치)                                        | 104 (41)        | 84 (33)         | 17 (6.7)        | 1 (0.4)         | 0 (0)           | 0 (0)           | 0 (0)           | 0 (0)           | 0 (0)           | 0 (0)           | 0 (0)           | 49 (19)         | 253 (100)       |
| 평균 강수일수 (≥ 0.5 mm)                                     | 23.7            | 19.9            | 18.2            | 13.5            | 12.0            | 12.1            | 15.3            | 11.6            | 13.7            | 14.2            | 17.9            | 23.0            | 194.9           |
| 평균 강설일수                                                | 23.4            | 19.4            | 12.1            | 1.8             | 0.0             | 0.0             | 0.0             | 0.0             | 0.0             | 0.0             | 0.6             | 13.1            | 71.8            |
| 평균 상대 습도 (%)                                           | 82              | 78              | 72              | 68              | 70              | 78              | 79              | 77              | 78              | 77              | 77              | 81              | 76              |
| 평균 월간 일조시간                                           | 68.1            | 89.7            | 135.9           | 173.6           | 199.9           | 154.0           | 153.3           | 201.4           | 144.2           | 143.1           | 105.1           | 70.7            | 1,647.2         |
| 출처: 일본 기상청 (평년값: 1991년~2020년, 극값: 1939년~현재) |                 |                 |                 |                 |                 |                 |                 |                 |                 |                 |                 |                 |                 |

### 인접한 자치체
- 도야마현
  - 이미즈시
  - 도나미시
  - 나메리카와시
  - 난토시
  - 나카니카와군 가미이치정, 다테야마정, 후나하시촌

- 나가노현
  - 오마치시

- 기후현
  - 다카야마시
  - 히다시

## 인구
| 연도 | 인구    | ±%     |
| ---- | ------- | ------ |
| 1970 | 350,085 | —      |
| 1980 | 391,554 | +11.8% |
| 1990 | 408,942 | +4.4%  |
| 2000 | 420,804 | +2.9%  |
| 2010 | 421,953 | +0.3%  |
| 2020 | 413,938 | −1.9%  |

## 역사

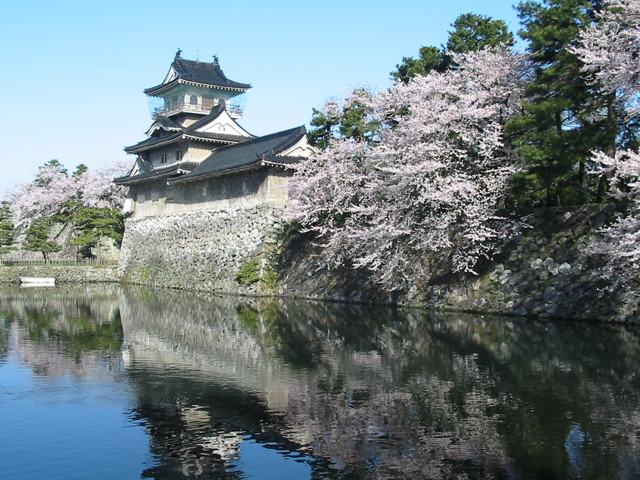
도야마성

도야마평야는 좋은 농경지로 역사적으로 전략상이나 교통 면에서 중요한 지점이었다. 봉건 시대에는 빈번히 전투가 벌어지던 곳이었다. 센고쿠 시대 말엽에 삿사 나리마사는 엣추국(도야마현의 옛 이름)의 통치자가 되었고 치수에 성공해 도야마를 농업으로 번성하게 하였다. 에도 시대 초기에는 산업 장려 정책의 일환으로 약과 화지(일본식 종이)를 생산하였다. 또한 수륙 교통이 개선된 덕분에 이들 산업은 번창하였고 도야마는 전국적인 약 생산지가 되었다. 메이지 유신 이후 도야마는 산 주변의 수력 발전소에서 발생시키는 풍부한 전력을 기반으로 중화학 공업이 발전하였다. 1945년 8월의 공습으로 시가지가 파괴되었지만 전후 복구를 거쳐 우수한 수자원과 배수 시스템을 갖춘 동해 연안의 가장 영향력 있는 도시 중 하나가 되었고 농업, 임업, 어업, 상업과 제조업이 번성하였다.
2005년 4월 1일에 가미니카와군(上新川郡) 오야마정(大山町), 오사와노정(大沢野町), 네이군(婦負郡) 후추정(婦中町), 야쓰오정(八尾町), 야마다촌(山田村), 호소이리촌(細入村)이 통합하여 새로운 도야마시가 발족했다. 이 통합에 따라 동해 연안에서 기후현, 나가노현과의 경계선까지 이르는 넓은 행정 구역을 갖게 되었다.

## 경제
아시아나항공은 도야마시의 도야마 다이이치 생명 빌딩 8층에 영업 사무소를 운영하고 있다. 일본의 우유 가공 업체인 모리나가 유업의 지사인 모리나가호쿠리쿠 유업이 도야마시에서 공장을 운영하고 있다.

## 교육
- 도야마 대학

## 스포츠
- 농구 - 도야마 Grouses

## 교통

### 공항
- 도야마 공항

### 철도
- 서일본 여객철도
  - 호쿠리쿠 신칸센
  - 다카야마 본선

- 아이노카제토야마 철도
  - 아이노카제토야마 철도선

- 도야마 지방 철도
  - 본선
  - 후지코시선
  - 가미다키선
  - 다테야마선
  - 도야마코선
  - 시내 궤도선(노면전차)

### 도로
- 호쿠리쿠 자동차도
- 국도 8호선
- 국도 41호선
- 국도 359호선
- 국도 360호선
- 국도 415호선
- 국도 471호선
- 국도 472호선

## 자매 도시
- 브라질 모기다스크루제스
- 중화인민공화국 허베이성 친황다오시
- 미국 더럼
- 캐나다 온타리오주 오타와
- 오스트레일리아 웰링턴
- 대한민국 광주광역시